# Jonas Falkenholm
Jonas Falkenholm, född 17 december 1794 i Norrköping, död 6 januari 1869 i Stockholm, var en svensk tulltjänsteman.
Falkenholm arbetade som ung vid Beskowska handelshusets kontor i Norrköping innan han 1816 anställdes som extra tjänsteman vid Tullverket. Han blev kammarskrivare 1824 och verkade därefter som tullförvaltare och överinspektör 1838-1867. Falkenholm var amatörviolinist och en av stiftarna av Harmoniska Sällskapet 1820. Från 1849 var han styrelseledamot i Mazerska kvartettsällskapet där han varit aktiv sedan 1823 i dåvarande Djurgårdsbolaget. Falkenholm invaldes som ledamot nummer 260 i Kungliga Musikaliska Akademien den 1 december 1830.